# Shahrestān-e Andīkā
Shahrestān-e Andīkā (persiska: شهرستان انديکا, انديکا) är en delprovins (shahrestan) i Iran.   Den ligger i provinsen Khuzestan, i den centrala delen av landet, 400 km söder om huvudstaden Teheran.
Delprovinsen hade 47 629 invånare 2016.